# Bourbon del Monte Santa Maria
I marchesi Bourbon del Monte Santa Maria furono una delle casate toscane più importanti del Medioevo, che successivamente si diramò anche in Umbria e nelle Marche, e fra le più importanti famiglie aristocratiche del principato mediceo. 
La denominazione di Marchesi Dal Monte Santa Maria è documentata dal 1114; il prenome Bourbon, aggiunto più tardi (forse dal XIII secolo), è da porre probabilmente in relazione con la presenza nello stemma di tre gigli come segno di appartenenza alla parte guelfa.

## Origini
Il primo marchese della famiglia fu Ranieri, signore di Toscana dal 1014 al 1027, che assunse il patronimico di "Bourbon del Monte Santa Maria" dalla sua signoria sul "Castrum Montis S. Mariae" nella Valle del Tevere, oggi comune di Monte Santa Maria Tiberina. Il ramo principale dei Bourbon si stabilì a Firenze ma i marchesi di Petriolo, di Petrella e di Sorbello, rami secondari della famiglia, furono domiciliati in Perugia, mentre i marchesi Montini si stanziarono in Ancona. Appartenevano ai rami secondari dei Bourbon anche i Marchesi del Colle del castello di Cà del Colle nei pressi di Sansepolcro e i Marchesi di Pierle che regnarono su Pierle di Cortona dall'XI al XIV secolo.
(Emanuele Repetti, Dizionario Geografico, Fisico, Storico della Toscana, 1845)

## Storia

### Il problema delle origini
Difficile stabilire con certezza di dove la famiglia fosse esattamente originaria ovvero se fosse longobardo-toscana, e quindi di legge ripuaria, o franca, cioè di legge salica. Un dettaglio non secondario visto che le famiglie "ripuarie" riconoscevano la successione per primogenitura mentre quelle "saliche" dividevano l'eredità in tante parti uguali quanti erano i figli maschi.
In effetti, considerando i primi secoli della storia dei Bourbon del Monte, si fa difficoltà, anche per il poco materiale documentario rimasto e spesso viziato da errori di ritrascrittura, a delineare con precisione quale dei due criteri giuridico-testamentari fosse seguito dalla casata. Tant'è che i due maggiori studi sui Bourbon del Monte si contraddicono più volte tra ed entro di loro. Emanuele Repetti, nel suo Dizionario, contesta come fasulla l'origine carolingia della famiglia ma si contraddice dando l'indicazione di Ca' del Colle come feudo originario dei Bourbon. Ugo Barberi invece, similmente a quanto in precedenza segnalato da Attilio Zuccagni-Orlandini, rilancia la pista franca. Oltre a non riuscire a stabilire se fossero originariamente signori di Colle e poi di Santa Maria, oppure il contrario, nessuno dei due diede una spiegazione convincente di quel "Bourbon", che sta per "Borbone", nel patronimico.

### Il periodo precomunale

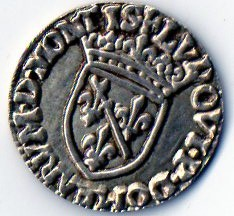
La "montesca", moneta del marchesato del Monte Santa Maria

La tradizione identifica il capostipite dei Bourbon del Monte Ranieri, discendente dei Supponidi, che resse il marchesato di Toscana tra il 1014 e il 1027. Da lui e da suo fratello Elemperto, che fu vescovo di Arezzo dal 986 e al 1010, cominciò l'ascesa signoriale della famiglia. Inoltre, grazie a Ranieri, la famiglia ebbe il privilegio perpetuo di fregiarsi del titolo di marchesi che si trasmetteva, e si trasmise, a tutti i loro possessi e a tutti i loro rami.
Da chi poi nascesse il marchese Ranieri II, sposato alla contessa Willa, lo disse lo stesso san Pier Damiani, quando scriveva, che il marchese Ranieri I di Toscana, oltre ad un figlio di nome Ranieri morto in tenera età, ebbe una figlia, Sofia, e un maschio chiamato Ugo o Uguccione I. Uguccione si era sposato con una contessa Berta, dichiarata da uno strumento dell'agosto 1044 dove sono designati i confini dei beni che i due possedevano in Val di Chiana a contatto con altri spettanti al capitolo di Arezzo.
Il marchese Uguccione I nel dicembre del 1046 assisteva ad un placito proclamato in Arezzo da Ermanno misso regio in favore del capitolo aretino. E fu nello stesso contado d'Arezzo, nel piviere della Chiassa, dove nel giugno del 1059 fu pronunciato un altro placito favorevole a quei canonici dal marchese Gottifredo duca di Toscana assistito anche dal marchese Ranieri II figlio del marchese Uguccione I. Uguccione morì in quello stesso anno come dimostrato da uno strumento del 3 gennaio 1059, scritto in Pisa, sulla porzione del poggio e castel di Nugola stato donato alla mensa pisana dai due fratelli Ugo ed Arrigo figli di Uguccione. 
Arrigo I, figlio del marchese Uguccione I e fratello di un Ranieri II, aveva sposato una contessa Sofia nata da un conte Bernardo Salico, forse dei conti della Berardenga. La contessa Sofia, essendo restata vedova del marchese Arrigo I, verso il 1078 passò a seconde nozze con un conte Alberto di Mangona come lei stessa dichiara in un documento dell'aprile 1079 scritto in Montevarchi. 
Ma il marchese Arrigo I prima di morire ebbe dalla sua consorte un figlio che chiamò Uguccione, ossia Ugo II, che si sposò ad una contessa Adelagita figlia di un conte Alberto. Dal quale matrimonio nacque un altro Arrigo, detto "il giovane" o II, che nell'ottobre del 1098, vivente tuttora la contessa Sofia sua nonna, dettò l'atto di sua ultima volontà nel castello di Pierle. Da questo testamento appare chiaro che Arrigo II era scapolo, e forse pure in giovane età, mentre disponeva di tutti i suoi beni a varie chiese, e personaggi, fra i quali si nomina la madre e la nonna contessa Sofia, senza rammentare però né una moglie né un eventuale figlio.

Tra i beni ricordati in quell'atto si trova indicata la sua parte di un castello che i Bourbon possedevano dentro la città di Arezzo con altri beni nei sobborghi della città, nel piviere di Alberoro, in Villa Alba ed in Galognano, nel comune di Colle di Val d'Elsa. Inoltre assegnò alla madre ed alla contessa Sofia la sua parte dei castelli, corti, e distretti di Montevarchi, di Levane e di Moncione, e quanto possedeva nella corte e castello del Tasso.

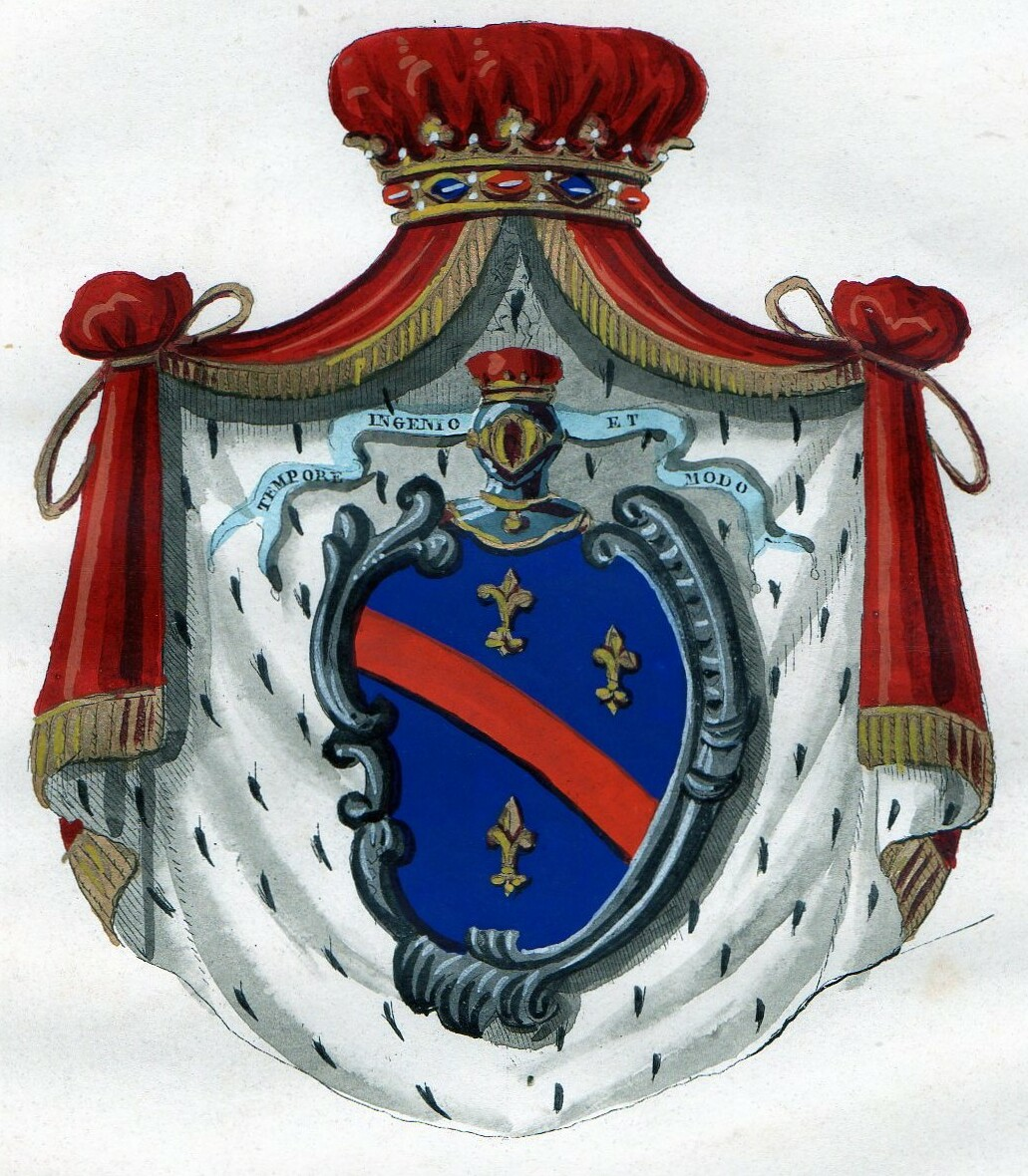
Lo stemma dei Bourbon del Monte
(litografia del 1841)

Arrigo I non solo ebbe in Ranieri II un altro fratello, ma un terzo ancora di nome Ugo o Uguccione compare in due contratti del 3 gennaio 1059, nei quali i marchesi Ugo ed Arrigo, figli di Uguccione I, rinunciarono in favore della mensa pisana la loro porzione di beni che avevano nel castello e corte di Nugola.
Dal matrimonio di Ranieri II con la contessa Willa nacque un altro Ranieri, o Ranieri III, che si trova rammentato con sua moglie, la contessa Caterina chiamata Trotta, da un rogito aretino del mese di dicembre 1099 relativo alla vendita fatta dalla contessa Caterina, moglie del marchese Ranieri III, della sua quarta parte, a causa forse di un morgengabio, di una casa posta nel suburbio di Arezzo per la quale dichiarava di avere ricevuto in pagamento 200 soldi dal compratore.
Nel gennaio del 1105 il marchese Ranieri III del Monte Santa Maria approvò la disposizione testamentaria fatta nel settembre del 1104 da Bernardino di Sidonia dei conti di Galbino a favore degli Eremiti di Camaldoli. Infatti dagli Annalisti Camaldolensi furono pubblicati due ricordi, uno dei quali senza date, e l'altro del gennaio 1104 rogato in Pitiliano presso Città di Castello. Con tali atti il marchese Ranieri III e la sua consorte contessa Caterina, detta Trotta, confermavano al priore di Camaldoli quanto Bernardino di Sidonia aveva testato dieci giorni prima della sua morte, eccettuata l'albergarìa della Selva, detta poi Perugina, la corte e rocca di Vezzano, o Verrazzano, sulle quali ebbe giurisdizione il marchese Ugo o Uguccione I suo avo, ed eccettuato il feudo di Bibiano e di Teverina, che lo stesso Bernardino di Sidonia aveva ottenuto dai marchesi di Colle.
Negli stessi Annali Camaldolensi è riportato anche un atto di donazione scritto nel 1117 presso la chiesa di San Martino a Nerano, allorché il marchese Ranieri III con Uguccione suo figlio donò un manso, ovvero un piccolo podere, all'eremo di San Savino sull'Alta di San Egidio. Sicuramente però Ranieri III era già morto nel 1129 dato che un atto notarile dell'aprile di quell'anno, scritto nel contado Perugino, riporta la vendita che la contessa Maria, sposa di Uguccione figlio del defunto marchese Ranieri, fece, col consenso del marito, all'abate del monastero della Santa Trinita nell'Alpi, altrimenti detto di Fonte Benedetta nel contado aretino, di una corte posta nel castel di Pregio contado Perugino.
Uguccione III non fu comunque l'unico figlio di Ranieri III in quanto un altro suo figlio di nome Guido I appare in una pergamena del luglio 1138, anche questa edita nel III volume degli Annali Camaldolensi, con la quale il marchese Guido I figlio del fu marchese Ranieri III nella chiesa di San Michele di Arezzo rinunciava perpetuamente in favore degli Eremiti di Camaldoli nella figura del loro priore Azzone, a tutto quello che i suoi antecessori avevano donato a Bernardino del fu Sidonia.
Diretto al marchese Uguccione III è un diploma dell'Imperatore Federico I siglato negli accampamenti davanti a Milano il 13 marzo del 1162, con il quale il sovrano riconfermava ai Bourbon tutta una serie di loro feudi tra cui anche quel castello dentro Arezzo menzionato nel testamento di Arrigo II.
Che poi il marchese Uguccione III sia stato padre di un altro marchese Arrigo, dunque Arrigo III, e di un marchese Ugolino, lo conferma un altro diploma del 24 aprile 1167 dallo stesso Federico I. Sicuramente Arrigo III viveva ancora nel 1202 insieme con altro suo fratello, Guido II che fu padre di Uguccione IV. Guido II probabilmente generò non solamente il marchese Uguccione IV, ma ancora un altro marchese Guido di Valiano Val di Chiana.

### Il periodo comunale

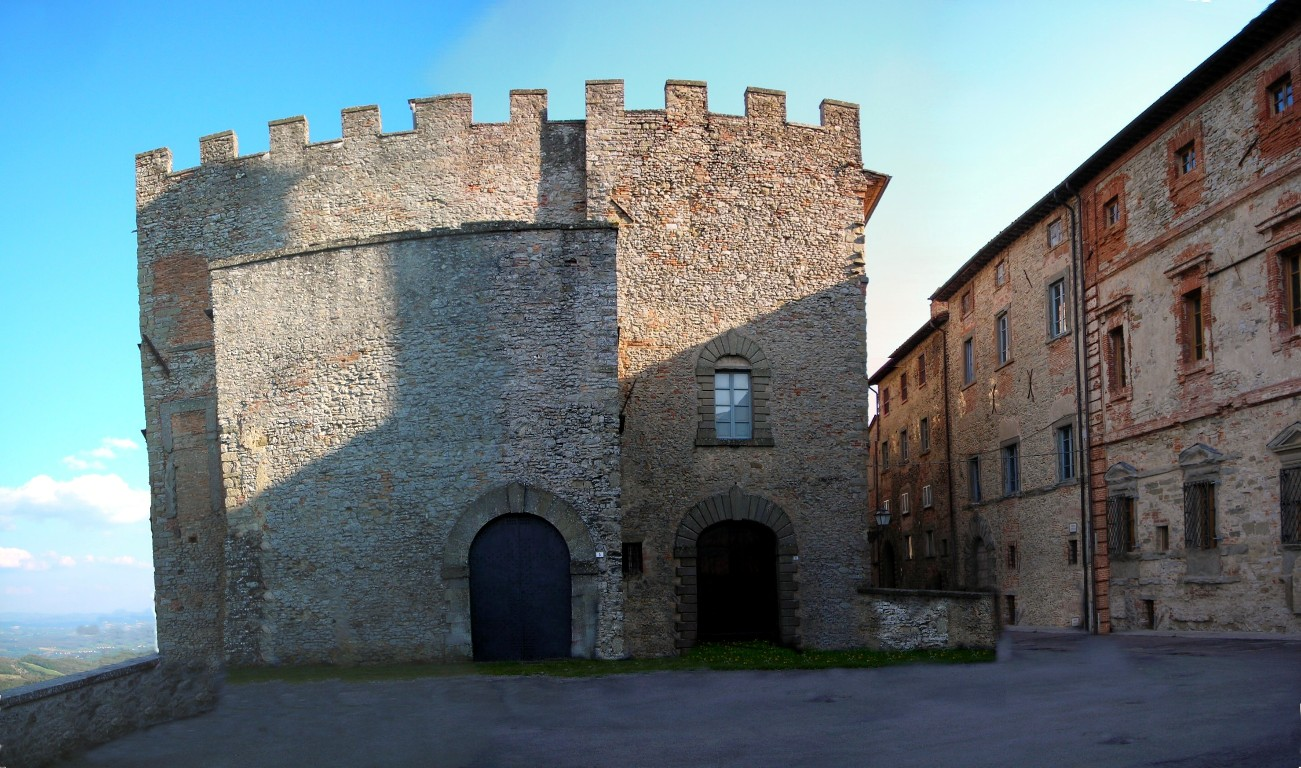
Monte Santa Maria Tiberina: la rocca

Come si ricava da un documento inserito nel libro XX dei capitoli delle Riformagioni di Firenze, il 26 settembre 1194 un marchese Uguccione dei marchesi di Colle, ossia del Monte Santa Maria, pose sotto l'accomandigia del comune di Arezzo con tutto il territorio, le ville e i castelli del pievanato di Sant' Antimo in Monterchi a condizione però che quei popoli dovessero stare agli ordini, fare guerra e pace a difesa e in favore del comune di Arezzo e con la proibizione di fare pace o tregua con il comune di Città di Castello. Questo marchese Uguccione dovrebbe essere lo stesso che nel 1202 unitamente al fratello Guido con rogito del 29 maggio 1202 sottomise i suoi castelli di Val di Pierle all'Accomandigia del Comune di Perugia.

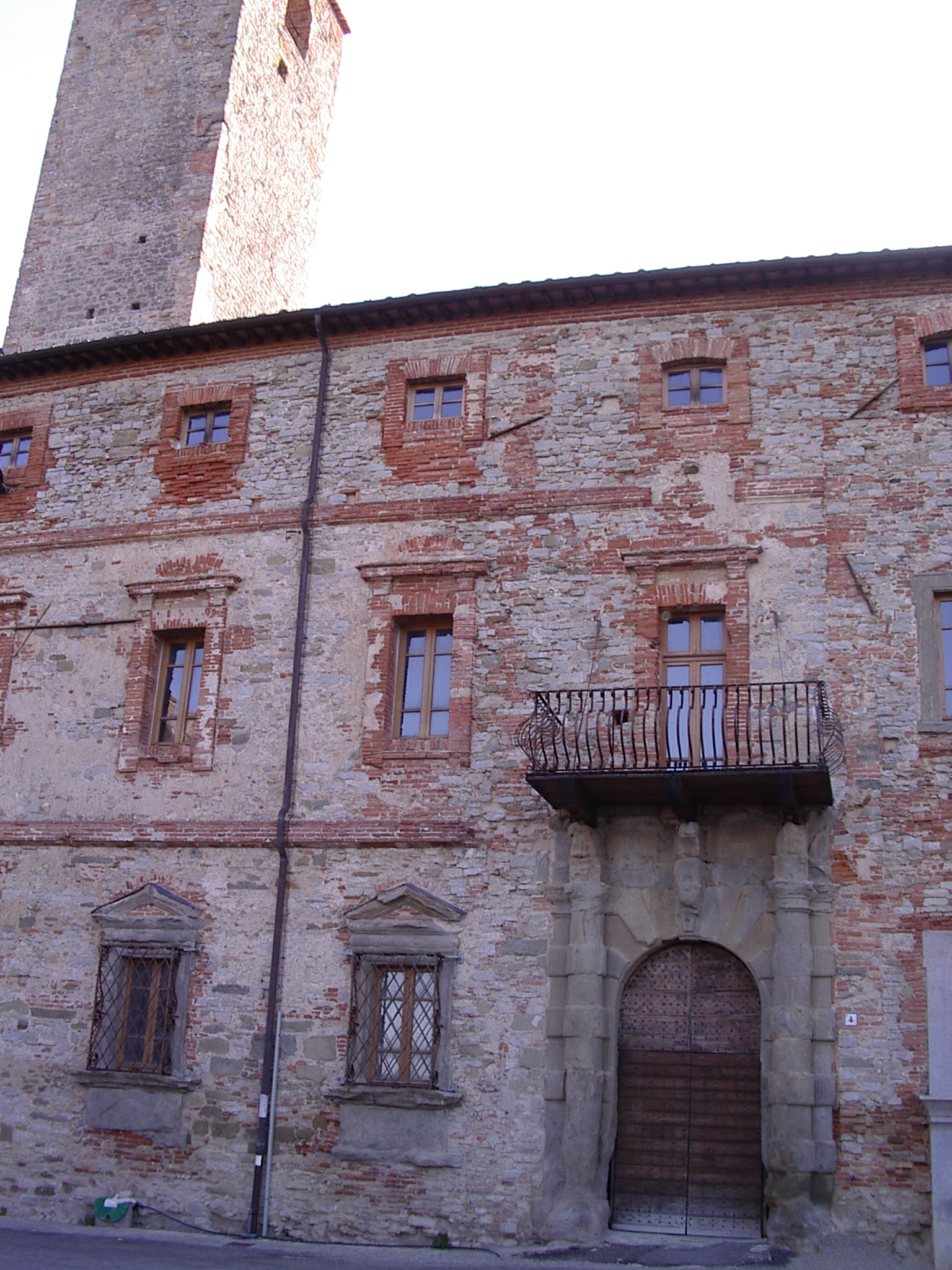
Monte Santa Maria Tiberina: il palazzo dei marchesi reggenti

Uguccione IV fu padre di un altro Uguccione marchese di Valiana, o di Valiano, cui spetta un trattato concluso nel 27 dicembre del 1249 col comune di Cortona in merito al castello e porto di Valiano in Val di Chiana. E lo stesso fece suo zio Guido di Valiano che poi nel 1245 fu eletto podestà a Volterra e rieletto per sei mesi l'anno successivo per essere chiamato, nel 1257, come podestà a Firenze.
Che i signori di Valiano sulla Chiana fossero della casa dei marchesi del Monte Santa Maria lo conferma il trattato di alleanza fatto nel 1323 fra i Comuni di Firenze, di Siena, Bologna, Perugia, Orvieto, Gubbio e altre comunità e signori di parte guelfa, per ritogliere Città di Castello ai Tarlati di Arezzo; in questa circostanza fu eletto capitano generale della Taglia guelfa di Toscana un marchese Guido del Monte Santa Maria, che Giovanni Villani nella sua cronica appellava marchese di Valiana o Valiano. Era quello stesso marchese Guido di Valiano che nel 1330 fu eletto podestà di Siena, e nel 1331 capitano generale degli eserciti della Repubblica Fiorentina con l'incarico di riformare il governo di Pistoia di cui, nel 1332, venne scelto in qualità di conservatore della pace.
Anche Scipione Ammirato nel Libro VIII della sua storia fiorentina, all'anno 1335, cita un Giovanni marchese di Valiano che nell'ultima notte del settembre 1335 partì dal Monte Santa Maria con molte truppe dei perugini e di altri collegati per cacciare, come fece, i Tarlati con gli Aretini da Città di Castello. A Giovanni del Monte di Santa Maria la signoria di Firenze il 24 novembre del 1336 fece dare avviso che era stato eletto a comandante dei suoi eserciti, incarico in cui venne riconfermato l'anno successivo. Senza contare che resse la città di Firenze dopo la cacciata del duca d'Atene in qualità di podestà e lo fece egregiamente se venne riconfermato fino a tutto il mese di maggio dell'anno 1344.
In quel tempo però si direbbe che i marchesi con il nome di Giovanni fossero due perché mentre nel biennio 1343-1344 era podestà in Firenze un Giovanni marchese di Valiana, un altro Giovanni marchese del Monte Santa Maria si recava ambasciatore della Repubblica Fiorentina in Arezzo per indurre la città a riconoscere e uniformarsi al governo di Firenze.
Anche le cronache senesi hanno conservato memoria di un marchese Ugolino di Ranieri del Monte Santa Maria che fu vicario imperiale a Siena nel 1335 mentre, sempre a Siena ma l'anno dopo, un Ugolino di Guido, probabilmente fratello di uno dei due Giovanni, fece da podestà nell'ultimo semestre dell'anno 1336.
Contemporanei anche due altri marchesi del Monte Santa Maria di cui rimane traccia nelle Riformagioni Fiorentine all'anno 1345, quando il marchese Angelo fu eletto capitano e difensore del popolo di Firenze e dove, nove anni dopo, si trovò podestà il nobile messer Piero dei marchesi del Monte. All'anno 1355 si richiama un fatto accaduto a Sansepolcro dove il vescovo di Città di Castello si era recato per battezzare un figlio nato al marchese Piero del Monte Santa Maria di cui si trova un minuto racconto in una cronica della Badia del Borgo San Sepolcro.
Nel 1371 copriva a Firenze l'ufficio di capitano del popolo un altro marchese Guido, chiamato Guiduccio del Monte Santa Maria, mentre sei anni dopo nel 1377 tornò a fare il podestà fiorentino il marchese Piero. Piero nel 1376 esercitò in Siena lo stesso incarico con il titolo di senatore ed è in questo periodo che a lui diresse una lettera santa Caterina da Siena. Nella stessa carica di podestà fu chiamato dai fiorentini nel 1381 il marchese Giovanni Corazza sempre della casa del Monte Santa Maria.
Al marchese Piero nonché ai marchesi Angelo e Ugolino di Guiduccio, il 14 maggio 1382, venne concesso un privilegio imperiale con il quale si confermava loro il titolo di marchesi del Monte Santa Maria da trasmettersi per ordine di primogenitura.

### Le accomandigie
Con Piero cominciò anche la serie delle accomandigie che nel caso dei Bourbon del Monte, come dei Guidi, erano la rinuncia, in favore di realtà politiche più grandi, al potere legislativo, esecutivo e giudiziario sui feudi signoriali in cambio di protezione militare e del mantenimento del titolo con tutte le terre e i privilegi connessi. Piero fu ricevuto nel 1390 insieme con i suoi figli, ville, castelli e giurisdizioni sotto la protezione della signoria di Firenze. E lo stesso atto si rinnovò il 27 gennaio 1425 a favore dei fratelli Cerbone e Lodovico del Monte Santa Maria figli del marchese Jacopo, i qual furono ricevuti in accomandigia con tutti i loro castelli, in nome del Comune, dai Dieci di Balia che scrissero gli articoli dell'accordo. Una delle condizioni imposte era il tributo del palio alla chiesa di San Giovan Battista in Firenze. Infatti fra le pergamene dell'Archivio Diplomatico di Firenze, esiste un mandato di procura del marchese Cerbone del Monte Santa Maria fatto nel castello omonimo il 20 giugno 1451 per mandare la solita offerta del palio alla signoria di Firenze.
Il 16 agosto 1478 la Repubblica Fiorentina volle accordare lo stesso privilegio a Giovan Matteo di Lodovico dei marchesi di Sorbello come ricompensa per aver valorosamente combattuto in aiuto dei fiorentini contro l'esercito napoletano del re Alfonso d'Aragona. Di conseguenza la signoria di Firenze, nell'anno 1482, affidò alla guardia e fedeltà del marchese di Sorbello la rocca di Castro Caro in Romagna.
Altra accomandigia fu fatta il 10 marzo 1495 a favore del marchese Carlo di Ugolino del Monte Santa Maria e rinnovata il 12 gennaio 1512 ad istanza di Girolamo e Francesco, figli del marchese Ranieri del Monte. Francesco, nel febbraio del 1518, rimase ferito mentre per i fiorentini difendeva Città di Castello investita dalle armi del duca d'Urbino a cui dovette arrendersi.
All'anno 1529 l'Ammirato ricorda un marchese Taddeo dei marchesi del Monte Santa Maria come valoroso capitano alla difesa di Firenze assediata e nel 1554 un Marchese Piero della stessa linea fra le file delle truppe imperiali e medicee per battere la città di Siena dopo la cui resa fu a lui affida la guardia del forte a Porta Camollia.
Con un lodo approvato dal governo di Firenze in data 25 febbraio 1532, confermato sette anni dopo da Cosimo I e il 22 giugno 1574 dal granduca Francesco, fu decretato di aggiungere al grado della nobiltà dei marchesi del Monte Santa Maria gli onori della cittadinanza fiorentina. In vigore del lodo fu deciso che il più vecchio della famiglia fosse pro tempore di diritto il principe del castello e del territorio del Monte Santa Maria senza pregiudizio delle ragioni del marchese Ferrante del Monte dopo la morte del marchese Montino suo padre.
Il 31 luglio 1589 e il 22 settembre 1606 furono rinnovate le accomandigie a favore dei marchesi Gio. Battista, Taddeo e Orazio del Monte alle solite condizioni più una qualche limitazione rispetto alla facoltà di far uso dell'armi da fuoco. Uno di loro, Giovanni Battista Bourbon del Monte, dopo aver servito in qualità di generale delle milizie granducali, il 20 novembre del 1601 ottenne in feudo dal granduca Ferdinando I per sé, per i suoi figli e i discendenti maschi il marchesato di Piancastagnaio.
Altro simile atto di accomandigia per il marchesato del Monte Santa Maria fu concesso al cardinale Francesco Maria figlio del marchese Ranieri del Monte dal granduca Cosimo II con diploma dell'11 settembre 1615; e di nuovo il 17 luglio 1641 al marchese Fabio dal granduca Ferdinando II, rinnovato il 29 novembre 1671 dal granduca Cosimo III a favore e a nome del marchese Francesco figlio del marchese Fabio.
L'ultima conferma delle accomandigie del marchesato del Monte Santa Maria sotto il governo mediceo cadde nell'anno 1731, con l'obbligo per i marchesi di offrire ogni anno nel giorno di san Giovanni Battista un palio di seta della valuta almeno di dieci fiorini d'oro. Ma questo tributo terminò con l'abolizione degli omaggi all'inizio del XIX secolo e con l'abolizione del marchesato a seguito del Congresso di Vienna. In conseguenza degli accordi viennesi infatti il marchesato del Monte Santa Maria veniva incorporato al granducato di Toscana cessando così ogni titolarità nobiliare. In altre parole i Bourbon mantenevano il titolo onorifico di marchesi (oltre al titolo di patrizi romani, conferito a Francesco Giuseppe nel XVIII secolo - che nel 1718 ricoprì la carica di Conservatore capitolino - e confermato dalla bolla Urbem Romam), ma senza più i diritti feudali annessi. E da marchesi Bourbon del Monte Santa Maria presero a chiamarsi semplicemente marchesi Bourbon del Monte.

## I marchesi reggenti dei tre feudi imperiali Bourbon del Monte

### Linea sovrana del Monte Santa Maria (1250-1815)[4]
- Guido - 1250-93
- Guido detto Collotorto - 1293-1337
- Ugolino I - 1337-64
- Pietro I - 1364-91
- Giacomo - 1391-94
- Interregno - 1394-1407
- Cerbone I - 1407-65
- Ugolino II - 1465-94
- Carlo - 1494-1512
- Girolamo - 1513-40, linea di Lippiano x Ippolita Sforza
- Gian Mattia - 1540-74 x Contessina di Marciano
- Bartolomeo - 1574-88 x Pentesilea Vitelli
- Taddeo - 1588-89 x Elena Marescotti
- Pompeo I - 1589-1606 x Luigia Gerini
- Gian Battista I - 1606-14, celibe
- Francesco Maria (Cardinale) - 1615-26, celibe
- Gian Battista II (monsignore) - 1626-30, celibe
- Curzio - 1630-41 x Giovanna del Monte
- Fabio - 1641-46, linea di Lippiano x Camilla Bufalini
- Borbone (monsignore) - 1646, per soli 5 giorni, celibe
- Vincenzo - 1646-55 x Elisabetta Fanelli
- Virginio I - 1655-68 x Maria della Penna di Corgna
- Francesco I - 1668-82, linea di Lippiano x Ippolita Lignani
- Cerbone II - 1682-89 x Maria Franceschi
- Francesco II - 1689-1710 x Ginevra Ghislieri
- Fabio Camillo - 1710-29, linea di Lippiano x Maria Sancia Bourbon del Monte
- Cosimo - 1729-43, linea di S. Martino in Val di Fiora x Dorotea Brozzi
- Francesco Giuseppe - 1743, 1747, 1751, celibe suicida
- Pompeo II - 1743-47 x Anna Rosa Monaldeschi della Cervara
- Antonio Maria - 1748, celibe
- Monaldo - 1749-57 x Anna Maria Bourbon del Monte
- Virginio II - 1757-66 x Margherita Guadagnoli
- Giovan Battista III Andrea - 1766-67, linea di Piancastagnaio x Maddalena Contucci
- Giovan Battista Filippo - 1767-80, linea di Piancastagnaio, celibe
- Giovan Battista Bartolomeo - 1766-82, linea di Piancastagnaio, celibe
- Pierfrancesco - 1781-84, linea di Lippiano x Teresa Castiglioni di Appignano
- Paolo Antonio - 1782-86 x Orsola Fiorucci
- Luigi - 1786-98 x Lucia Magini
- Antonio Ranieri - 1798-1800, celibe
- Giovan Battista Domenico - 1800-1803, celibe
- Giovan Battista Giuseppe -1803-1805, Montino, celibi con Mario x Lavinia Mancioli
- Pietro II - 1805-1809; 1814-1815 x Teresa Castiglioni

### Linea sovrana di Petrella (1456-1806)[5]
- Ranieri I - 1456-88
- Evangelista I - 1488-1545
- Lancillotto I - 1545-97
- Onorio I - 1597-1631
- Ugolino I - 1631-80
- Onorio II - 1680-1728
- Ugolino II - 1728-67
- Ranieri II - 1767-89
- Camillo I -1789-91
- Ugolino III - 1791-1804
- Onorio III - 1804-1806

### Linea sovrana di Sorbello (1416-1815)[6]
- Lodovico I - 1416-41
- Giammatteo I - 1441-85
- Tancredi I - 1485-1501
- Guidone I - 1501-1554
- Lodovico II - 1554-68
- Tancredi II - 1568-85
- Lodovico III - 1585-1640
- Uguccione I - 1640-60
- Tancredi III - 1660-82
- Gian Francesco I - 1682-96
- Uguccione II - 1696-1724
- Lodovico IV - 1724-48
- Uguccione III - 1748-1805
- Lodovico V - 1805-1815

## Esponenti di rami diversi
- Gabriele del Monte, vescovo.
- Pietro del Monte, umanista e vescovo.
- Pietro del Monte, condottiero.
- Guidobaldo Del Monte, matematico e astronomo.
- Francesco Maria Del Monte, cardinale.
- Virginia Bourbon del Monte, madre di Gianni Agnelli.